# Cyril Deverell
Pour les articles homonymes, voir Deverell.
Cyril John Deverell est né le 9 novembre 1874 à Saint-Pierre-Port à Guernesey et mort le 12 mai 1947 à Lymington dans le Hampshire. C'est un Field Marshal britannique qui combat lors de la 4e guerre anglo-ashanti et la Première Guerre mondiale. Il sert comme Chief of the Imperial General Staff de 1936 à 1937.

## Biographie

### Premières années
Deverell est né le 9 novembre 1874 à Saint-Pierre-Port à Guernesey, il est le fils du lieutenant John Baines Deverell Seddon et d'Harriet Strappini Deverell (née Roberts). Il étudie à la Bedford School. Deverell est intégré au Prince of Wales's West Yorkshire Regiment le 6 mars 1895. Il participe à la 4e guerre anglo-ashanti en 1896. Il est promu lieutenant le 3 août 1898, adjudant le 9 février 1904 puis capitaine le 23 février 1904 au sein de son régiment.

### Première Guerre mondiale
Au cours de la Première Guerre mondiale, Deverell est brigadier major dans la 85e brigade d'infanterie au sein du Corps expéditionnaire britannique. Il participe à la seconde bataille d'Ypres en avril 1915, il est ensuite nommé major le 3 juin 1915.

Deverell devient le commandant du 4e bataillon du East Yorkshire Regiment en juillet 1915, il dirige à partir du 29 octobre 1915 la 20e brigade d'infanterie. Le 26 août 1916, il est promu Lieutenant-colonel et participe à l'automne à la bataille de la Somme. Avec sa brigade, il occupe le flanc droit de la 21e division d'infanterie au cours de la bataille de la crête de Bazentin. Deverell devient le commandant de la 3e division d'infanterie quand Sir Aylmer Haldane (en) le commandant précédent est nommé à la tête du 6e corps d'armée.
Deverell dirige la 3e division d'infanterie au cours de la bataille d'Arras puis participe aux dernières actions de la bataille de Passchendaele. Sa troupe est ensuite stationnée dans le secteur de la Somme, avant de participer à la bataille de la Lys pour soutenir les troupes portugaises. La 3e division participe ensuite à l'offensive des Cent-Jours jusqu'à l'armistice avec l'Allemagne du 11 novembre 1918.

Deverell reçoit l'Ordre du Bain en 1918 et la croix de guerre en 1919.

### Après guerre
Deverell commande la 3e division d'infanterie jusqu'au 1er janvier 1919 date de sa nomination à la tête de la 53e Welsh Division. Il part en Inde le 13 décembre 1921 diriger le district des Provinces Unies. Il est ensuite affecté au quartier général de l'armée des Indes à partir du 25 février 1927. Il est promu lieutenant-général le 13 mars 1928, il devient chef d'état-major général de l'armée indienne en 1930.

Deverell est nommé commandant en chef du Western Command le 11 avril 1931, il est promu général le 21 avril 1933 puis devient commandant en chef de l'Eastern Command le 8 mai 1933.

Le 10 février 1934, Deverell devient l'aide de camp du Roi. Il est nommé colonel du Prince of Wales's West Yorkshire Regiment le 21 mars 1934. Il est Field Marshal le 15 mai 1936 et occupe le poste de chef d'état-major général impérial le jour même. Pendant qu'il occupe cette fonction, il met en avant l'importance pour l'Angleterre de disposer d'un corps expéditionnaire capable d'intervenir en Europe. En mai 1937, Leslie Hore-Belisha le  nouveau secrétaire d'État à la Guerre, met en œuvre une politique d'économie et limite les dépenses de l'armée, en particulier sur les chars peu appréciée par Deverell. Le secrétaire d'État démet alors Deverell de ses fonctions, ce dernier se retire de l'armée le 6 décembre 1937.

À la retraite, Deverell s'installe à Court Lodge à Lymington. Il devient lieutenant-adjoint de Southampton et s'intéresse à la politique locale. Il siège au conseil d'arrondissement et préside le comité local de défense lors de la Seconde Guerre mondiale. Il meurt le 12 mai 1947.